# Quarterly Journal of Experimental Psychology
Quarterly Journal of Experimental Psychology is een internationaal, aan collegiale toetsing onderworpen wetenschappelijk tijdschrift op het gebied van de fysiologie en de psychologie. De naam wordt in literatuurverwijzingen meestal afgekort tot Q. J. Exp. Psychol. Het wordt uitgegeven door Taylor & Francis namens de Experimental Psychology Society en verschijnt maandelijks.
Het tijdschrift is opgericht in 1948. Tussen 1981 en 2005 was het gesplitst in twee delen: Section A: Human Experimental Psychology en Section B: Comparative and Physiological Psychology.